# Шобер, Франц фон
Франц Адольф Фридрих фон Шобер (нем. Franz Adolf Friedrich Schober; 17 мая 1796, Торуп — 13 сентября 1882, Дрезден) — австрийский поэт, либреттист и художник-литограф, а также актёр в Бреслау и советник дипломатической миссии в Веймаре.

## Биография
Франц Шобер родился в Швеции в городке Торуп недалеко от Мальмё в семье австрийцев, так как его отец в то время работал управляющим недвижимостью в Сконе. В 1801 году семья была возведена в австрийское дворянство. Отец умер 8 февраля 1802 года. Мать Шобера, Катарина, урождённая Дерффель (1762—1833), вернулась в Австрию с Францем, тремя его старшими братьями и сёстрами Аксель (?—1817), Людовикой (?—1812) и Софи (?—1825).
С 1806 года Франц Шобер жил в Австрии, посещал Венскую академическую гимназию, а с 1808 года — среднюю школу аббатства Кремсмюнстер. С 1815 года он снова жил в Вене. Там он начал изучать философию в университете, но курс не закончил.
Ещё в Верхней Австрии он подружился с братьями и сёстрами фон Шпаун, а в Вене также с Иоганном Майрхофером, Иоганном Хризостомусом Зенном, Францем Шубертом и его друзьями: Леопольдом Купельвизером, Францем фон Брухманом, Морицем фон Швиндом, Эдуардом фон Бауэрнфельдом и Эрнстом фон Фейхтерслебеном. Позднее — с Оттилией фон Гёте, её детьми и с Вальтером фон Гёте.
Во время помолвки с сестрой Франца фон Брухмана Юстиной, которая впоследствии была разорвана, Шобер появлялся в Бреслау. С 1823 по 1825 год выступал на сцене со старшими братьями и сестрами Рихарда Вагнера Альбертом и Луизой и Генрихом Шмелькой, но также вступил в тесный контакт с журналистом Карлом Шаллем, а также Иоганном Теодором Мозевиусом, Карлом Витте и Антонио Майером из круга Карла фон Хольтея и Ойгена фон Ферста. Он также знал Бетховена в его последние годы и вместе с Шубертом стоял у смертного одра великого композитора.
Между 1823 и 1825 годами Шобер был актёром в театре в Бреслау под псевдонимом «Торупсон». С 1826 по 1829 год Шобер возглавлял Институт литографии в Вене. Он был партнёром и педагогом семьи Лео Графа Фештетича в Толне, Венгрия, другом Ференца Листа и инициатором создания фресок Морица фон Швинда в Вартбурге. С 1856 года он был женат на писательнице Текле фон Гумперт. Впоследствии жил в Будапеште, Мюнхене и Дрездене.
Архив Шобера, распределённый по разным коллекциям в Вене, Гамбурге и Веймаре, является одним из важнейших источников биографии Франца Шуберта и Морица фон Швинда.
Шобер написал множество лирических стихотворений, некоторые из которых были положены на музыку Шубертом, в том числе «К музыке» и «Любовная песня охотника», а также либретто к опере Шуберта «Альфонсо и Эстрелла» (1821). Лист и другие композиторы также положили ряд его текстов на музыку.